# Sol (mytologi)

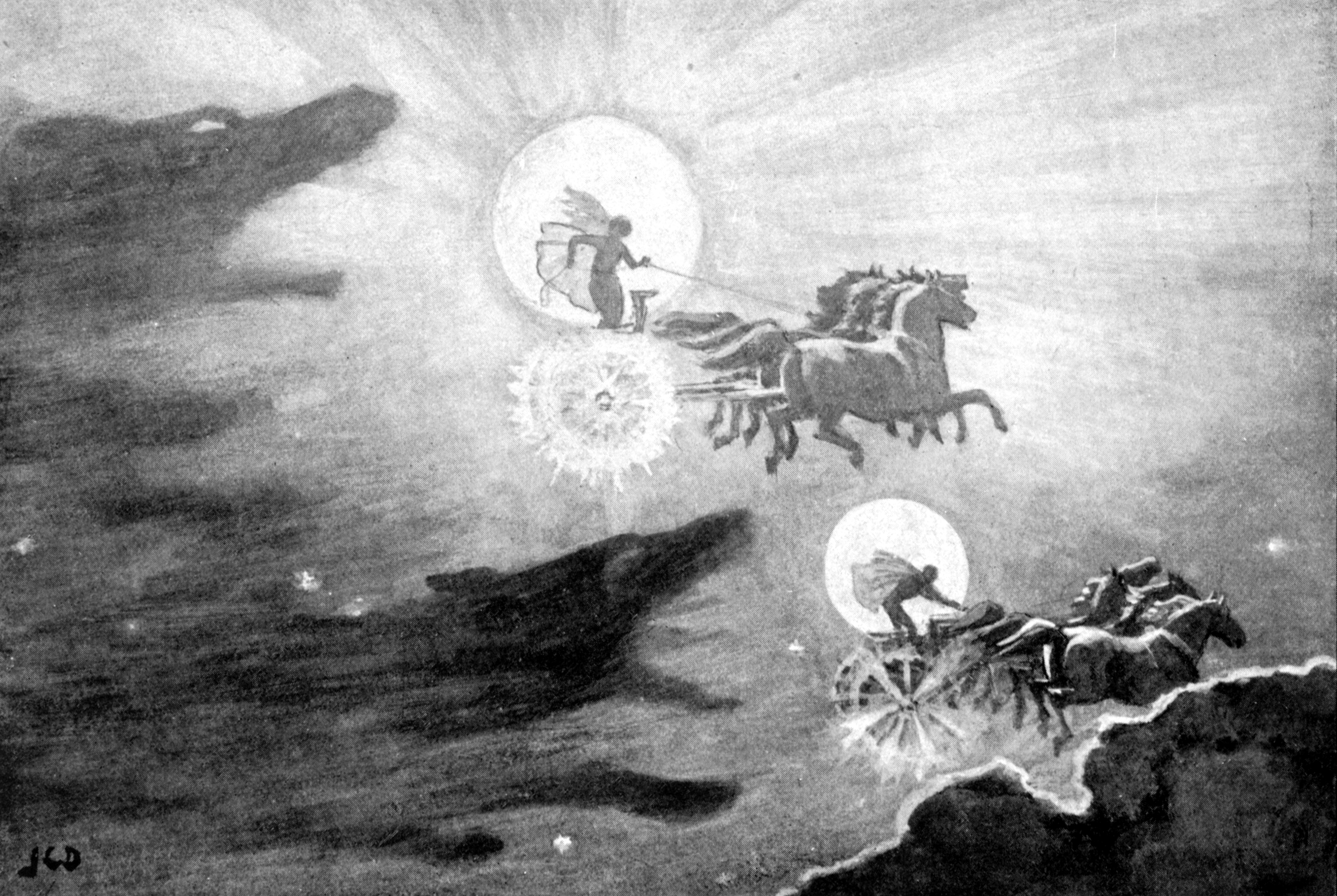
Måne och Sol jagas av vargar över himlavalvet i en målning av John Charles Dollman från 1909.

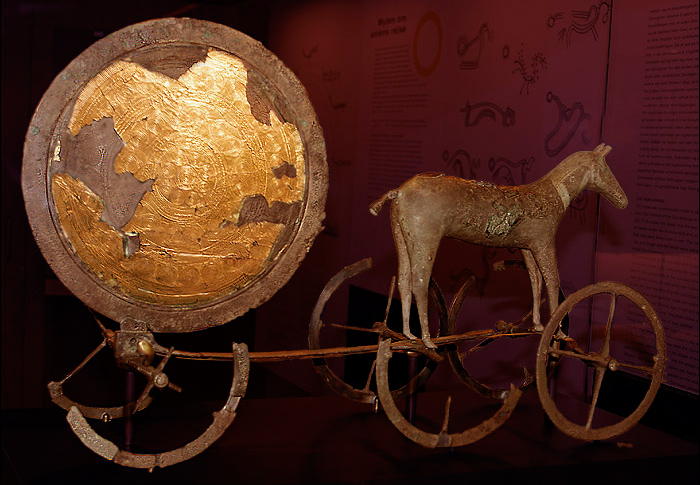
Trundholmsvagnen från bronsåldern föreställer en gyllene solskiva dragen av en häst och utgör en föregångare till den Sol vi känner från Eddorna.

Sol (isl. Sól) är den asynja i nordisk mytologi som för solens vagn över himlen. Sol är dotter till Mundilfare och Natt. Liksom sin bror Måne är hon skön och vacker. Hon är gift med Glen "öppning i molnen", och de fick en dotter tillsammans som efter ragnarök tar över sin moders uppgift.
Gudarna lät Sol köra solens vagn, kallad Alfrödull, som de skapat för att lysa upp världarna, med hästarna Arvaker och Allsvinn. Hon driver på sina hästar för att hålla undan för vargen Skoll, som jagar henne, och Hate som förföljer Måne. Sol räknas enligt Snorre Sturlasson till asynjorna..
Sol kallades även Sunna eller Sunne och söndagen är uppkallad efter henne. Sunna var också ett namn för Sol bland de kontinentala germanerna. Namnet används i den andra Merseburgformeln. Solen kallas även Sunna i den schwabiska Wessobrunnbönen. Även på fornvästnordiska kallades solen sunna.
Alfrödull används inte bara för att beteckna vagnen Sol kör, utan är en kenning som även används om Sol själv. Alf- betyder "alv", men efterledet rödull är omstritt[källa behövs]. Enligt  Andy Orchard, professor i Anglo-Saxiska, betyder det "stråle" , vilket gör att namnet skulle betyda "alvstråle", men som alla kenningar  är uttrycket svårtolkat.